# Discografia de B.o.B
Esta é a discografia do rapper norte-americano B.o.B.

## Álbuns de estúdio
| Ano  | Detalhes do álbum | Posição nas paradas | Posição nas paradas | Posição nas paradas | Posição nas paradas | Posição nas paradas | Posição nas paradas | Posição nas paradas | Posição nas paradas | Posição nas paradas | Posição nas paradas | Vendas        | Certificações  |
| Ano  | Detalhes do álbum | EUA                 | EUA R&B             | EUA Rap             | AUS                 | CAN                 | IRL                 | HOL                 | NZL                 | SUI                 | UK                  | Vendas        | Certificações  |
| ---- | --- | ------------------- | ------------------- | ------------------- | ------------------- | ------------------- | ------------------- | ------------------- | ------------------- | ------------------- | ------------------- | ------------- | -------------- |
| 2010 | B.o.B Presents: The Adventures of Bobby Ray - Lançamento: 27 de abril de 2010 - Gravadora: Grand Hustle, Rebel Rock, Atlantic - Formatos: CD, download digital | 1                   | 1                   | 1                   | 42                  | 7                   | 34                  | 66                  | 21                  | 53                  | 17                  | - : 2,000,000 | - CAN: Ouro    |
| 2012 | Strange Clouds - Lançamento: 1 de Maio de 2012 - Gravadora: Grand Hustle, Rebel Rock, Atlantic Records - Formatos: CD, download digital                        | 5                   | 1                   | 1                   | 32                  | 7                   | 22                  | —                   | 26                  | 23                  | 30                  | - : 1,000,000 | - EUA: Platina |
| 2013 | Underground Luxury - Lançamento: 17 de Dezembro de 2013 - Gravadora: Grand Hustle, Rebel Rock, Atlantic Records - Formatos: CD, download digital               | 22                  | 7                   | 3                   | —                   | —                   | —                   | —                   | —                   | —                   | —                   | - : 500,000   | - EUA: Ouro    |
| 2015 | Ether - Lançamento: 12 de Maio de 2017 - Gravadora: Label No Genre, Grand Hustle, Empire Distribution - Formatos: CD, download digital                         | 179                 | —                   | —                   | —                   | —                   | —                   | —                   | —                   | —                   | —                   | -             | -              |

## Extended plays
| Detalhes                                                                                |
| --------------------------------------------------------------------------------------- |
| Eastside EP - Lançamento: 24 de julho de 2007 - Gravadora: Atlantic - Formato: EP       |
| 12th Dimension EP - Lançamento: 24 de junho de 2008 - Gravadora: Atlantic - Formato: EP |

## Mixtapes
- The Future (2007)
- Cloud 9 (2007)
- Hi! My Name Is B.o.B (2008)
- Who the F*ck is B.o.B? (2008)
- B.o.B vs Bobby Ray (2009)
- May 25th (2010)
- No Genre (2010)
- E.P.I.C. (Every Play Is Crucial) (2011)
- Fuck 'Em We Ball (2012)[16]
- No Genre 2 (2014)
- New Black (2014)
- Psycadelik Thoughtz (2015)
- W.A.T.E.R. (We Are the Enemy Really) (2015)
- F.I.R.E. (False Idols Ruined Egos) (2016)
- E.A.R.T.H. (Educational Avatar Reality Training Habitat)(2016)
- A.I.R. (Art Imitates Reality) (2016)

## Singles
| Ano  | Canção                                              | Melhores posições nas paradas | Melhores posições nas paradas | Melhores posições nas paradas | Melhores posições nas paradas | Melhores posições nas paradas | Melhores posições nas paradas | Melhores posições nas paradas | Melhores posições nas paradas | Melhores posições nas paradas | Melhores posições nas paradas | Melhores posições nas paradas | Melhores posições nas paradas | Vendas        | Certificações                                            | Álbum                       |
| Ano  | Canção                                              | EUA                           | EUA R&B                       | EUA Rap                       | AUS                           | CAN                           | IRL                           | HOL                           | NZL                           | SUI                           | UK                            | POR                           | ALE                           | Vendas        | Certificações                                            | Álbum                       |
| ---- | --------------------------------------------------- | ----------------------------- | ----------------------------- | ----------------------------- | ----------------------------- | ----------------------------- | ----------------------------- | ----------------------------- | ----------------------------- | ----------------------------- | ----------------------------- | ----------------------------- | ----------------------------- | ------------- | -------------------------------------------------------- | --------------------------- |
| 2010 | "Nothin' on You" (featuring Bruno Mars)             | 1                             | 1                             | 1                             | 3                             | 10                            | 7                             | 1                             | 5                             | 28                            | 1                             | 5                             | 22                            | - : 3,000,000 | - : Ouro                                                 | The Adventures of Bobby Ray |
| 2010 | "Airplanes" (featuring Hayley Williams do Paramore) | 2                             | 65                            | 2                             | 2                             | 2                             | 2                             | 4                             | 1                             | 21                            | 1                             | 3                             | 8                             | - : 4,000,000 | - : 4× Platina - : 3× Platina - : Platina - : 3× Platina | The Adventures of Bobby Ray |
| 2010 | "Magic" (featuring Rivers Cuomo)                    | 10                            | —                             | 25                            | 5                             | 17                            | 17                            | 6                             | 6                             | —                             | 61                            | —                             | —                             | - : 2,000,000 | - : 2× Platina - : 2× Platina                            | The Adventures of Bobby Ray |
| 2010 | "Don't Let Me Fall"                                 | 67                            | 21                            | 19                            | —                             | 62                            | —                             | —                             | —                             | 59                            | —                             | —                             | —                             | -             | -                                                        | The Adventures of Bobby Ray |
| 2011 | "I'll Be in the Sky"                                | —                             | —                             | 32                            | —                             | —                             | 24                            | —                             | —                             | —                             | 61                            | —                             | —                             | -             | -                                                        | The Adventures of Bobby Ray |
| 2011 | "Strange Clouds" (featuring Lil Wayne)              | 7                             | —                             | 19                            | 69                            | 26                            | —                             | —                             | 37                            | 54                            | 45                            | —                             | 71                            | - : 2,000,000 | - : 2× Platina - : Ouro                                  | Strange Clouds              |
| 2012 | "So Good"                                           | 11                            | 92                            | 22                            | 9                             | 20                            | 9                             | 36                            | 15                            | 48                            | 7                             | 76                            | 65                            | - : 2,000,000 | - : Platina - : Platina - : Ouro - : Ouro                | Strange Clouds              |
| 2012 | ""Both of Us" (featuring Taylor Swift)"             | 18                            | —                             | —                             | 23                            | 26                            | 49                            | 10                            | —                             | —                             | 22                            | —                             | 56                            | - : 1,000,000 | - : Platina - : Platina - : Ouro                         | Strange Clouds              |
| 2012 | ""Out of My Mind" (featuring Nicki Minaj)"          | —                             | —                             | —                             | —                             | —                             | —                             | —                             | —                             | —                             | 197                           | —                             | —                             | -             | -                                                        | Strange Clouds              |
| 2012 | "We Still in This Bitch" (featuring T.I. & Juicy J) | 65                            | 19                            | 15                            | —                             | 67                            | —                             | —                             | —                             | —                             | —                             | —                             | 71                            | - : 1.000,000 | - : Platina                                              | Underground Luxury          |
| 2013 | "HeadBand" (featuring 2 Chainz                      | 53                            | 16                            | 10                            | —                             | 67                            | —                             | —                             | —                             | —                             | —                             | —                             | 57                            | - : 2,000,000 | - : 2× Platina                                           | Underground Luxury          |
| 2013 | "Ready" (featuring Future)                          | —                             | —                             | 37                            | —                             | —                             | —                             | —                             | —                             | —                             | —                             | —                             | —                             | -             | -                                                        | Underground Luxury          |
| 2013 | "John Doe" (featuring Priscilla)                    | 69                            | 18                            | 10                            | —                             | —                             | —                             | —                             | —                             | —                             | —                             | —                             | —                             | -             | -                                                        | Underground Luxury          |
| 2014 | "Not For Long" (featuring Trey Songz)               | 80                            | 26                            | 18                            | —                             | —                             | —                             | —                             | —                             | —                             | —                             | —                             | —                             |               |                                                          | Sem Álbum                   |
| 2016 | "4 Lit" (featuring T.I. e Ty Dolla Sign)            | —                             | —                             | —                             | —                             | —                             | —                             | —                             | —                             | —                             | —                             | —                             | —                             |               |                                                          | Ether                       |

### Singles Promocionais
| Título                                   | Ano  | Melhor posição | Melhor posição  | Melhor posição | Melhor posição | Melhor posição | Álbum                                       |
| Título                                   | Ano  | EUA            | EUA R&B/Hip-Hop | AUS            | CAN            | HOL            | Álbum                                       |
| ---------------------------------------- | ---- | -------------- | --------------- | -------------- | -------------- | -------------- | ------------------------------------------- |
| "Bet I" (featuring T.I. e Playboy Tre)   | 2010 | 72             | 60              | —              | —              | —              | B.o.B Presents: The Adventures of Bobby Ray |
| "Play the Guitar" (featuring André 3000) | 2010 | 98             | —               | —              | —              | —              | Strange Clouds                              |
| "Where Are You (B.o.B vs. Bobby Ray)"    | 2012 | 101            | —               | —              | —              | —              | Strange Clouds                              |
| "So Hard to Breathe"                     | 2012 | 101            | —               | —              | —              | —              | Strange Clouds                              |
| "All I Want"                             | 2013 | —              | —               | —              | —              | —              | Underground Luxury                          |

### Como artista convidado
| Título                                                                   | Ano  | Melhor posição | Melhor posição  | Melhor posição | Melhor posição | Melhor posição | Álbum                              |
| Título                                                                   | Ano  | EUA            | EUA R&B/Hip-Hop | AUS            | CAN            | UK             | Álbum                              |
| ------------------------------------------------------------------------ | ---- | -------------- | --------------- | -------------- | -------------- | -------------- | ---------------------------------- |
| "Don't Go There" (Giggs featuring B.o.B)                                 | 2010 | —              | —               | —              | —              | 60             | Let Em Ave It                      |
| "Price Tag" (Jessie J featuring B.o.B)                                   | 2011 | 23             | —               | 2              | 4              | 1              | Who You Are                        |
| "Am I Psycho?" (Tech n9ne featuring B.o.B)                               | 2011 | —              | —               | —              | —              | —              | All 6 and 7                        |
| "We Don't Get Down Like Y'all" (T.I. featuring B.o.B)                    | 2011 | 78             | —               | —              | —              | —              | N/A                                |
| "Smart Girl" (Tex James featuring B.o.B)                                 | 2012 | —              | —               | —              | —              | —              | Twerkers                           |
| "BrokenHearted" (Lawson featuring B.o.B)                                 | 2013 | —              | —               | —              | —              | 5              | Chapman Square                     |
| "Up Down (Do This All Day)" (T-Pain featuring B.o.B)                     | 2013 | 65             | 15              | —              | —              | 74             | Stoicville: The Phoenix            |
| "Paranoid" (Ty Dolla Sign featuring B.o.B)                               | 2013 | 29             | 9               | —              | —              | —              | Beach House                        |
| "Memories Back Then" (Hustle Gang featuring B.o.B, T.I., Kendrick Lamar) | 2013 | 88             | 30              | —              | —              | —              | Grand Hustle Presents: Hustle Gang |
| "Numb" (August Alsina featuring B.o.B And Yo Gotti)                      | 2014 | 122            | 38              | —              | —              | —              | Testimony                          |
| "Higher" (Classified featuring B.o.B)                                    | 2014 | —              | —               | —              | 40             | —              | Classified                         |
| "Chosen" (Hustle Gang featuring B.o.B, T.I., Spodee)                     | 2014 | —              | 56              | —              | —              | —              | Grand Hustle Presents: Hustle Gang |
| "Secrets" (Mary Lambert or featuring B.o.B)                              | 2014 | 66             | —               | 39             | —              | —              | Heart on My Sleeve                 |
| "Hood Go Crazy" (Tech N9ne featuring 2 Chainz and B.o.B)                 | 2015 | 90             | 17              | —              | —              | —              | Special Effects                    |
| "Devil" (Cash Cash featuring Busta Rhymes, B.o.B and Neon Hitch)         | 2015 | —              | —               | —              | —              | 110            | Blood, Sweat & 3 Years             |